# Samuel Wilks

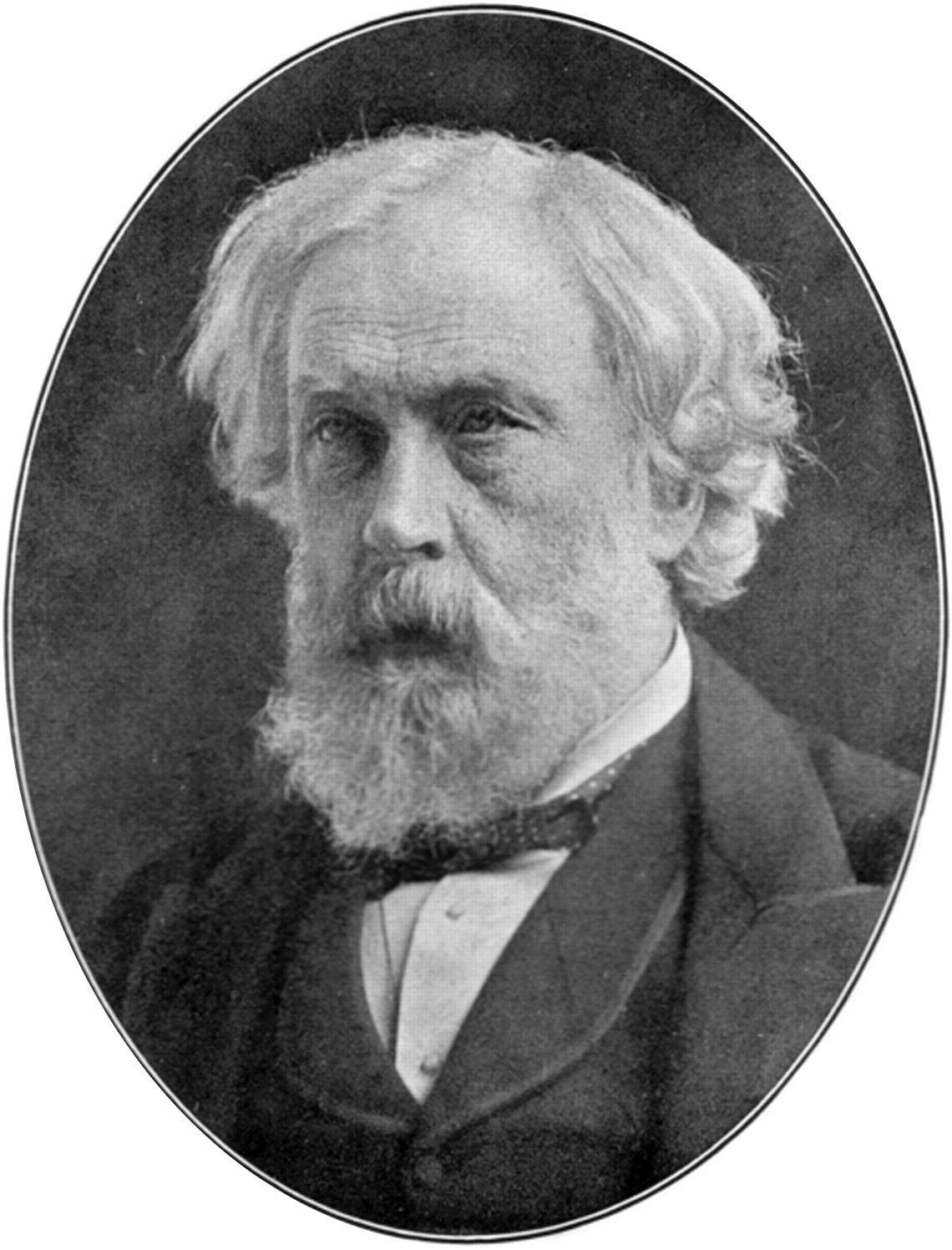
Samuel Wilks

Samuel Wilks (ur. 1824, zm. 1911) – brytyjski lekarz i historyk medycyny.

## Życiorys
Studiował medycynę w Guy's Hospital od 1844 do 1846. Następnie praktykował w Infirmerii Surrey, od 1856 z powrotem w Guy's Hospital, jako lekarz asystent i kustosz muzeum. Od 1866 do 1870 był egzaminatorem na Uniwersytecie Londyńskim, od 1868 do 1875 w Royal College of Surgeons. Był przewodniczącym Pathological Society (1881-1882); przewodniczącym Neurological Society (1887); członkiem senatu Uniwersytetu Londyńskiego (1887-1900); członkiem General Medicine Council (1887-1896) i przewodniczącym Royal College of Physicians (1896-1899). Otrzymał tytuł "Physician Extraordinary" od Królowej Wiktorii (1897). Zmarł w 1911. 
W dorobku naukowym Wilksa znajdują się prace z dziedziny anatomii patologicznej. W 1859 opisał wrzodziejące zapalenie jelita grubego, w 1852 trichorrhexis nodosa (nazwę wprowadził Moritz Kaposi w 1856), w 1877 przedstawił opis miastenii. 
Wilks pozostawił biografie trzech lekarzy: Thomasa Addisona, Richarda Brighta i Thomasa Hodgkina.